# Mistrzostwa Europy w Lekkoatletyce 1950 – bieg na 200 m mężczyzn

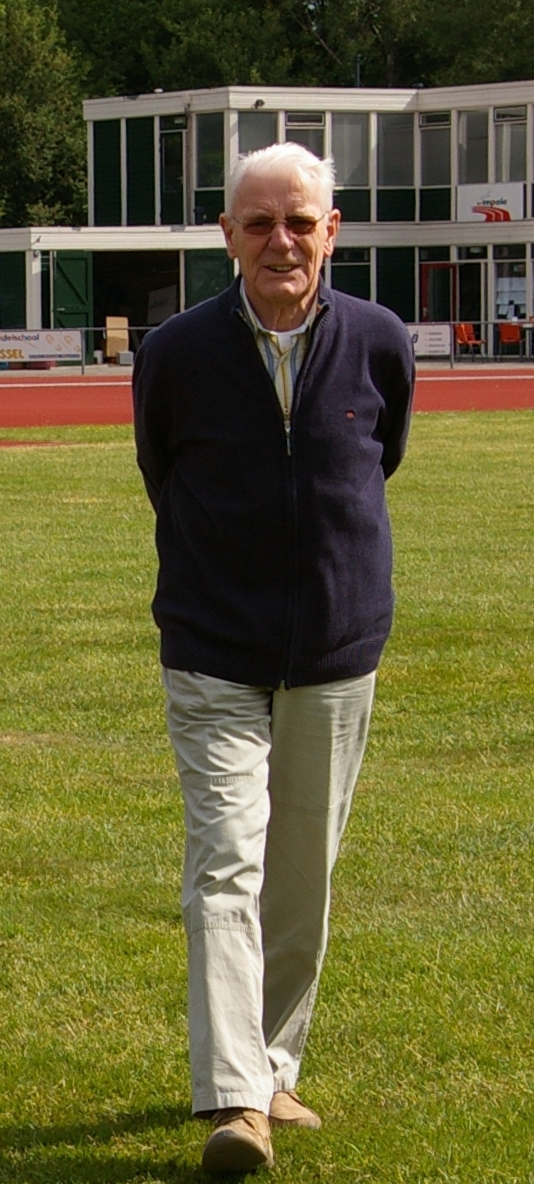
Jan Lammers w 2008

Bieg na dystansie 200 metrów mężczyzn był jedną z konkurencji rozgrywanych podczas IV Mistrzostw Europy w Brukseli. Biegi eliminacyjne zostały rozegrane 25 sierpnia, półfinałowe 26 sierpnia, a bieg finałowy 27 sierpnia 1950 roku. Zwycięzcą tej konkurencji został Brytyjczyk Brian Shenton. W rywalizacji wzięło udział dwudziestu pięciu zawodników z szesnastu reprezentacji.

## Rekordy
| Rekord świata     | Jesse Owens (USA)        | 20,7 | Berlin, Niemcy          | 05.08.1936 |
| Rekord Europy     | William Applegarth (GBR) | 21,2 | Londyn, Wielka Brytania | 04.07.1914 |
| Rekord Europy     | Helmut Körnig (GER)      | 20,9 | Berlin, Niemcy          | 19.08.1928 |
| Rekord mistrzostw | Martinus Osendarp (NED)  | 21,2 | Paryż, Francja          | 04.09.1938 |

## Wyniki

### Eliminacje
Bieg 1
| Miejsce | Zawodnik        | Czas | Uwagi |
| ------- | --------------- | ---- | ----- |
| 1       | Étienne Bally   | 21,6 | Q     |
| 2       | Stig Danielsson | 22,4 | Q     |
| 3       | Fred Hammer     | 22,5 |       |
| 4       | Jaakko Suikkari | 22,7 |       |

Bieg 2
| Miejsce | Zawodnik       | Czas | Uwagi |
| ------- | -------------- | ---- | ----- |
| 1       | Brian Shenton  | 21,5 | Q     |
| 2       | Jan Lammers    | 22,0 | Q     |
| 3       | Knud Schibsbye | 22,1 |       |
| 4       | Hector Gosset  | 22,1 |       |

Bieg 3
| Miejsce | Zawodnik        | Czas | Uwagi |
| ------- | --------------- | ---- | ----- |
| 1       | Mario Colarossi | 22,4 | Q     |
| 2       | Willy Burgisser | 22,5 | Q     |

Bieg 4
| Miejsce | Zawodnik          | Czas | Uwagi |
| ------- | ----------------- | ---- | ----- |
| 1       | Yves Camus        | 22,0 | Q     |
| 2       | Angelo Moretti    | 22,0 | Q     |
| 3       | Jack Gregory      | 22,1 |       |
| 4       | Henry Johansen    | 22,1 |       |
| 5       | Jean-Petit Hammer | 22,9 |       |

Bieg 5
| Miejsce | Zawodnik         | Czas | Uwagi |
| ------- | ---------------- | ---- | ----- |
| 1       | Petar Pecelj     | 22,0 | Q     |
| 2       | Lewan Sanadze    | 22,1 | Q     |
| 3       | Fernand Linssen  | 22,4 |       |
| 4       | Knut Moum        | 22,6 |       |
| 5       | Michail Tsokalis | 22,8 |       |

Bieg 6
| Miejsce | Zawodnik           | Czas | Uwagi |
| ------- | ------------------ | ---- | ----- |
| 1       | Władimir Suchariew | 21,9 | Q     |
| 2       | Ásmundur Bjarnason | 22,0 | Q     |
| 3       | Willy Eichenberger | 22,7 |       |
| 4       | Tomás Paquete      | 23,1 |       |
| 5       | Lennart Lindberg   | 23,3 |       |

### Półfinały
Półfinał 1
| Miejsce | Zawodnik        | Czas | Uwagi |
| ------- | --------------- | ---- | ----- |
| 1       | Étienne Bally   | 21,9 | Q     |
| 2       | Angelo Moretti  | 21,9 | Q     |
| 3       | Jan Lammers     | 22,0 | Q     |
| 4       | Lewan Sanadze   | 22,0 |       |
| 5       | Mario Colarossi | 22,0 |       |
| 6       | Stig Danielsson | 22,1 |       |

Półfinał 2
| Miejsce | Zawodnik           | Czas | Uwagi |
| ------- | ------------------ | ---- | ----- |
| 1       | Brian Shenton      | 21,5 | Q     |
| 2       | Ásmundur Bjarnason | 21,7 | Q     |
| 3       | Yves Camus         | 21,9 | Q     |
| 4       | Władimir Suchariew | 21,9 |       |
| 5       | Petar Pecelj       | 22,0 |       |
| 6       | Willy Burgisser    | 22,6 |       |

### Finał
| Miejsce | Zawodnik           | Czas |
| ------- | ------------------ | ---- |
| 1       | Brian Shenton      | 21,5 |
| 2       | Étienne Bally      | 21,8 |
| 3       | Jan Lammers        | 22,1 |
| 4       | Angelo Moretti     | 22,1 |
| 5       | Ásmundur Bjarnason | 22,1 |
| 6       | Yves Camus         | 22,2 |